# 彎線雙邊魚
彎線雙邊魚，俗名玻璃魚、大面側仔為輻鰭魚綱鱸形目鱸亞目雙邊魚科的其中一個種。

## 分布
本魚分布於印度西太平洋區，包括泰國、越南、馬來西亞、日本、台灣、印尼、菲律賓、新幾內亞等海域。

## 深度
水深0至20公尺。

## 特徵
本魚體較細長，呈長橢圓形，背部輪廓弧形，腹部輪廓與其同形。體側扁，口大。魚體略透明，無條紋與斑點。頜骨、鋤骨和腭骨均具呈絨毛狀齒。頰部鱗片2列，後鰓蓋骨下無棘。側線不連續，尾鰭叉型。背鰭硬棘7至8枚、背鰭軟條9至10枚、臀鰭硬棘3枚、臀鰭軟條8至9枚。體長可達8.2公分。

## 生態
本魚喜棲息於水流不強的潟湖或河口淺水區，對鹽度耐受性強，但離水便馬上死亡。常背對著紅樹林的樹根或人工構造物，頂流群游以吃食順流而來的浮游動物，屬肉食性。產浮游性卵。

## 經濟利用
非食用性魚類，無經濟價值。